# Battaglia di Sheriffmuir
La Battaglia di Sheriffmuir (in gaelico scozzese: Blàr Sliabh an t-Siorraim [pl̪ˠaɾ ˈʃʎiəv əɲ ˈtʲʰirˠəm]) fu uno scontro armato avvenuto nel 1715, nel momento culminante dell’insurrezione giacobita in Scozia.
Il campo di battaglia è stato incluso nell’Inventario dei Campi di Battaglia Storici in Scozia ed è tutelato da Historic Scotland secondo la Scottish Historical Environment Policy del 2009. Sheriffmuir è un altopiano remoto e rialzato, coperto di brughiera, situato tra Stirling e Auchterarder, sul margine settentrionale dei monti Ochil.

## Contesto
John Erskine, conte di Mar, portabandiera della causa giacobita in Scozia, radunò i capi clan delle Highlands e, il 6 settembre, proclamò Giacomo Francesco Edoardo Stuart (il “Vecchio Pretendente”) come Re degli Scozzesi. Con un esercito di circa 12.000 uomini, Mar procedette alla conquista di Perth e prese il controllo di gran parte delle Highlands settentrionali. Dopo alcuni scontri infruttuosi contro John Campbell, II duca di Argyll (di base a Stirling), Mar fu infine convinto a guidare tutto il suo esercito verso sud, il 10 novembre. Le spie informarono Argyll delle mosse di Mar, e questi spostò il suo esercito, composto da circa 4.000 uomini, verso Sheriffmuir, nei pressi di Dunblane. I due eserciti si scontrarono sul campo di battaglia il 13 novembre 1715.

## La battaglia
Argyll era nettamente in inferiorità numerica rispetto all’esercito giacobita (che, comunque, si era ridotto rispetto ai suoi numeri iniziali), e il suo fianco sinistro, comandato dal generale Thomas Whetham, era molto più corto rispetto al corrispondente fianco destro dei giacobiti. Il fianco destro di Argyll attaccò e riuscì a respingere gli Highlander, ma i soldati di Whetham furono sopraffatti da una forza numericamente superiore. Argyll accorse in aiuto degli uomini di Whetham. Entro sera, entrambi gli eserciti erano stati gravemente decimati e, sebbene Mar avesse un notevole vantaggio numerico, si rifiutò di rischiare l’intero esercito, permettendo così ad Argyll di ritirarsi.
La battaglia fu inconcludente, con entrambe le parti che rivendicarono la vittoria. Tuttavia, in termini strategici, Argyll riuscì a fermare l’avanzata giacobita. Ai reggimenti governativi presenti durante la battaglia che portavano il titolo di King's fu conferito il White Horse of Hanover come distintivo d’onore. Lo scontro ebbe l’unico effetto di demoralizzare l’esercito giacobita, che, pur essendo in superiorità numerica, riteneva di dover ottenere una vittoria schiacciante. I sostenitori francesi e spagnoli di Mar, in particolare, ritirarono le loro forze.

## Conseguenze
Lo storico e archeologo scozzese contemporaneo, nonché commentatore televisivo, Neil Oliver ha affermato che, col senno di poi, il fallimento giacobita dell’insurrezione del 1715 appare sorprendente, considerando che il leader giacobita, il conte di Mar, avrebbe potuto facilmente oltrepassare il duca di Argyll per congiungersi con i giacobiti e i cattolici inglesi nel nord dell’Inghilterra, se solo avesse avuto il minimo senso di come condurre una campagna militare anziché guidare una parata.
Il 23 dicembre, il Vecchio Pretendente, esiliato in Francia, sbarcò a Peterhead, quando ormai la sua causa era in gran parte perduta. Incontrò Mar a Perth, ma non riuscì a risollevare il morale dell’esercito ormai scoraggiato. Argyll, rinforzato e rinvigorito, avanzò presto verso nord, mentre l’esercito giacobita fuggì a Montrose e il Pretendente fece ritorno in Francia. L’esercito si spostò a Ruthven e si disperse.
Il periodo fu estremamente fatale per il Pretendente giacobita. Tutti i suoi sostenitori nel sud erano caduti nelle mani dei generali Willis e Carpenter a Preston, mentre Inverness, insieme a tutto il territorio circostante, era stato riconquistato dal governo grazie agli sforzi dei clan filo-governativi, tra cui il conte di Sutherland, Lord Lovat dei Fraser, i Ross, i Munro e i Forbes.

## Perdite
Il numero dei morti, feriti o catturati tra i giacobiti è stato stimato tra duecento e ottocento. Tra questi vi erano John Lyon, V conte di Strathmore e Kinghorne, il capo del Clan Ranald del Clan MacDonald, e diversi altri personaggi di rilievo. James Maule, IV conte di Panmure, e Drummond di Logie furono tra i feriti. Questo costrinse l’esercito giacobita a ritirarsi a Perth. Argyll si considerò il vincitore e fece coniare una medaglia per commemorare l’impresa.
Per quanto riguarda l’esercito governativo, i morti e i feriti furono oltre seicento. Archibald Douglas, II conte di Forfar, fu l’unico personaggio di spicco ucciso da quel lato.
Una celebre canzone giacobita, Sheriffmuir Fight, fu scritta sulla battaglia. Come molte canzoni del genere, la battaglia vi è rappresentata come una nobile vittoria dell’esercito giacobita. La canzone fu raccolta, e forse scritta, da James Hogg nel 1819.

## Robert Burns eThe Battle of Sherramuir
La battaglia fu il soggetto di The Battle of Sherramuir, una delle canzoni più celebri scritte dal poeta e compositore Robert Burns. Il brano fu composto durante il viaggio di Burns nelle Highlands nel 1787 e venne pubblicato per la prima volta nello Scots Musical Museum, apparendo nel volume III del 1790. Fu scritto per essere cantato sulla melodia di Cameronian Rant.
Burns era consapevole che la battaglia si fosse conclusa in modo così incerto da rendere impossibile stabilire chi avesse realmente vinto, e il poema prende la forma di un resoconto dell’evento fatto da due pastori che hanno opinioni opposte. Uno dei due crede che “i ragazzi in giubba rossa con coccarde nere” abbiano messo in fuga i ribelli, dipingendo un quadro terrificante di come riuscirono a “falciare i Clan come birilli”. L’altro pastore è invece altrettanto convinto che i giacobiti “li inseguirono / A cavallo fino al Forth, amico”, con il risultato finale che “… molti poveri giubbe rosse braccati / per la paura quasi svennero, amico.”
Insoddisfatto della prima versione pubblicata del poema, Burns lo riscrisse in un secondo momento, dopo il 1790. La versione rivista fu pubblicata postuma dal suo curatore, il dottor James Currie, nell'opera The Complete Poetical Works of Robert Burns: With Explanatory and Glossarial Notes; And a Life of the Author (1800).

## Fonti
- Smurthwaite, David, Ordnance Survey Complete Guide to the Battlefields of Britain, Webb & Bower Ltd., 1984
- Mileham, Patrick (2000), Difficulties Be Damned: The King's Regiment - A History of the City Regiment of Manchester and Liverpool, Fleur de Lys ISBN 1-873907-10-9
- Roger E. R. Robinson, The Bloody Eleventh: History of the Devonshire Regiment. Volume I: 1685–1815, Exteter, The Devon and Dorset Regiment, 1988, ISBN 0-9512655-0-4.